# Joseph Morris
Joseph Morris (ur. 19 września 1962) – montserracki piłkarz grający na pozycji napastnika, reprezentant Montserratu.
Podczas eliminacji do Mistrzostw Świata 2002 Morris reprezentował Montserrat w dwóch spotkaniach; w pierwszym z nich reprezentacja Montserratu zmierzyła się z drużyną Dominikany, jednak przegrała 0-3. W meczu rewanżowym pomiędzy Dominikaną a Montserratem, Dominikana ponownie wyszła zwycięsko (mecz zakończył się rezultatem 3-1).